# Monogramma capillaris
Monogramma capillaris är en kantbräkenväxtart som beskrevs av Edwin Bingham Copeland. Monogramma capillaris ingår i släktet Monogramma och familjen Pteridaceae. Inga underarter finns listade.